# Zhang Zhishan
Pour les articles homonymes, voir Zhang.
Dans ce nom chinois, le nom de famille, Zhang, précède le nom personnel.
Zhang Zhishan, né le 3 juillet 1994,, est un coureur cycliste chinois. Il a notamment remporté le Tour du lac Qinghai en 2021.

## Palmarès et résultats

### Palmarès par année
- 2021
  - Classement général du Tour du lac Qinghai
- 2022
  - 2e du Tour du lac Qinghai

### Classements mondiaux
| Année                                 | 2021 | 2022  |
| ------------------------------------- | ---- | ----- |
| Classement mondial                    | 971e | 1244e |
| UCI Asia Tour                         | 34e  | 87e   |
|                                       |      |       |
| Légende : nc = non classéSource : UCI |      |       |